# Марк Аврелій
 Марк Авре́лій Антоні́н (лат. Marcus Aurelius Antoninus Augustus; 26 квітня 121, Рим — 17 березня 180, Віндобона, нині Відень) — римський імператор з 161 року, належав до династії Антонінів. Був сином Анія Вера і Доміції Луцілли. Відомий як філософ-стоїк.

## Життєпис

### Ранні роки
Марк Аврелій народився в аристократичній родині в Римі в 121 році нашої ери. За народження мав ім'я Маркус Аніус Катіліус Северус (лат. Marcus Annius Catilius Severus). Отримав прекрасну освіту. З волі діда по матері він навчався вдома. Марк згадує про Діогнета, який уводив його в філософію й одночасно навчав живопису. Незважаючи на свій юний вік, був намічений у квестори, а через пів року після смерті Адріана, у 138 році, вступив на посаду квестора, тобто почав практично займатися адміністративною діяльністю. У тому ж році він був заручений з Фаустіною, дочкою імператора Антоніна Пія, наступника Адріана на престолі. Антоній Пій усиновив Марка Аврелія та Луція Вера, які стали співправителями Римської імперії після смерті імператора.
Навесні 145 року Марк одружився з кузиною Фаустіною. Для римлян цей шлюб був великим святом, для молодих людей — втратою невинності, для імперської політики — новим етапом.
Марк Аврелій навчався риториці у Фронтона і Герода Аттіка і від 146 року почав проявляти інтерес до філософії, якої його навчали Квінт Юній Рустік, Цинна Катул та інші викладачі. Вона була тоді свого роду релігійним сповіданням, яке вимагало умертвіння плоті і дотримання майже монастирських правил. У 12 (25)? років Марк одягнувся у філософську мантію, привчився спати на твердому і виконувати всі суворі вимоги аскетизму стоїків.
Антонін Пій помер 7 березня 161 року у своєму Лоріумському палаці, з усім спокоєм вищої мудрості. Відчувши наближення смерті, він упорядкував сімейні справи як проста людина, і наказав перенести в кімнату свого прийманого сина, Марка Аврелія, золоту статую Фортуни, яка завжди повинна була перебувати в покоях імператора.

### Правління Римською імперією
На початку правління Марк керував імперією зі співправителем, Луцієм Вером, який був його зведеним братом. Батьком Луція Вера був Луцій Елій, першообраний наступник Адріана. Статусу зведеного брата Луція Маркус набув після всиновлення Антоніном Пієм. Після смерті Луція Вера у 169 році нашої ери Маркус залишився єдиним правителем імперії.
Період правління Марка Аврелія відзначився запеклими оборонними битвами, що знаменували кінець відносно спокійного розвитку епохи принципату. У 162 році було придушене повстання в Британії і йшли бої з хаттами в районі німецького лімесу. Після війни з парфянами (162—166 рр.) Вірменія і Едеське царство опинилися в залежності від Римської держави.
Спроба узурпації верховної влади з боку намісника Сирії Гая Авіди Касія в 175 році і повстання в Єгипті знову загострили внутрішньополітичну ситуацію. У 176 році Марк знову обрав собі співправителя. Цього разу ним став його син — Коммод.

### Смерть
Марк Аврелій вів захисні війни проти германських племен у Галлії та понад Дунаєм, а також проти Парфянського царства на сході. Саме в поході до австрійських земель він помер 17 березня 180 року, ймовірно, від чуми, яка спалахнула в той рік серед місцевих племен. Не виключають і того, що це була моровиця іншого захворювання — натуральної віспи.

## Методи правління та погляди

### Методи правління
Марк Аврелій багато чому навчився у свого прийманого батька Антоніна Пія. Подібно до нього, Марк всіляко підкреслював свою повагу до сенату як до установи, і до сенаторів, як до членів цієї установи.
Як правитель, Марк Аврелій був втіленням помірної політики у вищій її досконалості. Основу його дій становила повага до людей. Громадська допомога, яка отримала початок при правлінні Нерві та Траяна, розвинена Антоніном, досягла при правлінні Марка Аврелія вищої точки свого розвитку. Внаслідок незадовільності норовів і помилкових економічних принципів, що лежали в основі суспільства, вихованням дітей вільних станів особливо переймалися державні люди. З часів Траяна, на цей предмет звернені були кошти, здобуті з-під застави майна, доходами яких завідували прокуратори. Марк Аврелій зробив цих прокураторів першорядними чиновниками, вибирав їх з найбільшим старанням з колишніх консулів і преторів та розширив їх права. Величезне багатство полегшувало йому ці розумні пожертвування. Він сам заклав багато допоміжних кас для юнацтва обох статей.
Марк Аврелій, наприклад, активно підключав до судових справ сенаторів, доручивши їм те, чим раніше займався сам. Але в той же час сенат був вищою імперською владою. Імператор був головним сенатором, тобто першим серед рівних. Час Марка Аврелія став періодом, відомим під назвою «сенатський ренесанс», а Марк Аврелій відкрито заявляв про своє підпорядкування сенату
За правління Марка Аврелія ввели до сенату більше провінціалів, ніж при будь-якому колишньому правителі, особливо зі східних і африканських провінцій. Тепер провінціали становили в сенаті не менше половини. Ці заходи потрібні були не стільки для підняття авторитету сенату, скільки для інкорпорації сенату в загальну бюрократичну структуру державного управління імперії.
Марк Аврелій став ніби опікуном усіх, над ким не було опіки. Дитині бідній, дитині хворій був забезпечений дбайливий догляд. Для опікування сиріт створили претуру, що завідувала справами опіки.
Найбільші благодіяння Марк Аврелій, разом з Антоніном, надали рабам. Деякі найбільш жахливі сторони рабства були пом'якшені. Припустили можливість існування несправедливости власника щодо раба. Види тілесних покарань були визначені законом. Убивство раба стало злочином.
Велику увагу Марк Аврелій приділяв судочинству. Загальний напрямок його діяльности в галузі права: «не так впроваджував нововведення, скільки відновлював старовинне право». В Афінах він заснував чотири кафедри філософії — для кожної свій напрямок — академічний, перипатетичний, стоїчний, епікурейський.

### Ставлення до християн
Правління Марка Аврелія, яке, за словами архієпископа Євсевія, відрізнялося особливою жорстокістю по відношенню до християн, не дає якихось нових антихристиянських указів. Марк Аврелій, стоїк, філософ на троні, якого звинувачували в тому, що «віднявши у народу розваги, він хоче змусити народ займатися філософією», звичайно, ставився до християн з презирством.
Під час правління Марка Аврелія гноблення християн у різних частинах імперії посилюється. Дискусійним залишається питання про те, чи відбувалося це з його ініціативи, і чи був Марк Аврелій взагалі причетний до цих переслідувань. За словами британського історика Едварда Ґіббона з початком Германської війни, його ставлення до християн погіршується, що було нехарактерним для правління батька Марка Аврелія та його попередників.

## Літературний спадок

### Філософська збірка «Роздуми»
Марка Аврелія безумовно називають «філософом на троні». Його твір відомий у світі під загальною назвою «До себе самого» (давньогрец. Εἰς ἑαυτόν), а в Європі переважно знаний як «Роздуми» (лат. "Mediatationes"). Праця складається з 12 книг написаних давньогрецькою мовою у вигляді щоденника приблизно в 70 роки ІІ століття. Дослідники життя і творчості Аврелія припускають, що робота була створена у той час, коли імператор перебував у Центральній Європі. Саме завдяки «Роздумам» Марк Аврелій і отримав звання філософа.
У «Роздумах» Марка Аврелія дослідники бачать лише одну з версій стоїцизму, вчення про гарне життя, набір моралей тощо. Але ніхто з попередників-стоїків не припускав можливість власного апофеозу, ніхто з них не проводив цю процедуру у відношенні своїх близьких, ніхто не керував релігійним життям римської громади, тому у них не було того досвіду і тих мотивацій, які були у Марка.
У центрі його антиматеріалістичних вчень стоїть часткове володіння людиною своїм тілом, душею і духом, носієм яких є благочестива, мужня і керована розумом особистість — володарка (тільки над духом), вихователь почуття обов'язку і обитель совісті. За допомогою духу всі люди беруть участь в божественному і цим створюють ідейну спільність, долають всі обмеження. Якщо колишні стоїки вважали душу-пневму чільним початком, то Марк Аврелій називає провідним початком розум.
На думку Марка Аврелія, людина — лише елемент світового порядку, ланка в природних закономірностях, чиє існування не має ніякої вищої мети. Природа нейтральна щодо людини, вона не є ні добро, ні зло. Як розкладається тіло людини, так само розкладеться її душа і розвіється її розум. Єдина втіха — загибель одних є запорукою появи інших, а якогось більш піднесеного сенсу немає. При цьому імператор щиро вірив богам, не просто в богів, а саме богам, вважаючи, що вони все влаштовують найкращим чином.
Хоча Марк намагається підтримувати рівновагу між своїми вчителями, він не може втриматися від того, щоб спеціально не відзначити трьох: Аполлонія, Рустіка і Максима. Аполлоній, як і Секст, був філософом-стоїком, людиною глибоко незалежного духу.
Марк Аврелій не тішився з недоліків своїх друзів; але за своєю мудрістю відрізняв вчення від слабкостей проповідників. Він знав, що мало було або зовсім не було філософів, які б дійсно здійснювали те, що радили іншим. Марк Аврелій залишився вірним філософії, незважаючи на всі вади філософів.
Учителем філософії Марка був Клавдій Максим.

## Ушанування пам′яті

### Астероїди
- 7447 Маркаврелій — астероїд, який назвали на честь імператора.

### Скульптура
- Кінний монумент Марку Аврелію (175 рік н. е) — давньоримська бронзова скульптура, розташована в Римі
- Арка Марка Аврелія (165 рік) — Триполі, Лівія
- Погруддя Марка Аврелія — знахідка археологів на півдні Єгипту в храмі Ком-Омбо на східному березі Нилу (2018)[16]
- Погруддя Марка Аврелія (приблизно 169 рік) — музей скульптури в Liebieghaus, Франкфурт-на-Майні
- Статуя Марка Аврелія (кінець ІІ ст.) — знайдена в Габії (Італія), нині знаходиться в Луврі, Париж
- Погруддя Марка Аврелія (161 рік) — знайдено в давньому Probalinthos, Аттіка, Греція, нині в Луврі, Париж
- Погруддя Марка Аврелія — знаходиться в Чиказькому художньому інституті, США

### Живопис
- Марк Аврелій роздає хліб людям (1765) — картина Жозеф Марі В'єн

### Кінематограф
- Падіння Римської імперії (1964) — Алек Гіннесс у ролі Марка Аврелія

- Гладіатор (2000) — Річард Гарріс у ролі Марка Аврелія
- Марк Аврелій. Останній тріумф імператора (2002) — документальний фільм

## Видання українською мовою
- Марк Аврелій. Роздумування. Пер. з грецької: Омелян Омецінський. Буенос-Айрес; Нью-Йорк: Науково-Дослідне Товариство Української термінології. 1986. 149 стор.[17]
  - (передрук) Марк Аврелій. Розмисли. Наодинці з собою Пер. з грецької: Омелян Омецінський. Харків: КСД. 2020. 208 стор. ISBN 978-617-12-7650-5[18]
- Марк Аврелій. Наодинці з собою. Роздуми. Пер. з грецької: Ростислав Паранько. Львів: Літопис, 2007. 212 стор. ISBN 966-7007-62-0[19]
  - (передрук) Марк Аврелій. Наодинці з собою: роздуми. Пер. з грецької: Ростислав Паранько. Львів: Апріорі, 2018. 182 стор. ISBN 978-617-629-486-3 (Бібліотека античної літератури)[20]